# Tribunal Constitucional de Turquia
El Tribunal Constitucional de la República de Turquia (Türkiye Cumhuriyeti Anayasa Mahkemesi) és la màxima instància legal pel que fa al control constitucional a Turquia. "Examina la constitucionalitat, tant respecte a la forma com respecte al fons, de les normes jurídiques, decrets-llei, i les Regles de Procediment de la Gran Assemblea Nacional de Turquia" (Article 148 de la Constitució de Turquia). Quan és necessari, també funciona com a Sala Penal Suprema (Yüce Divan) quant a les causes on estiguin imputats el President de la República, membres del Consell de Ministres, o presidents i membres dels tribunals suprems.

## Visió de conjunt
La Part Quarta, Secció Segona de la Constitució turca estableix que el Tribunal Constitucional de Turquia dictamini sobre la conformitat de les lleis i decrets amb la Constitució, i pot ser consultat pel President de la República, el govern, els diputats o qualsevol jutge abans que no es presenti una qüestió d'inconstitucionalitat per part del demandat o el demandant. El Tribunal Constitucional té el dret de revisió tant a priori com a posteriori, i pot invalidar lleis senceres o decrets governamentals i prohibir la seva aplicació per a tots els casos futurs. El recursos contra una llei s'han de presentar en els dos primers mesos posteriors a la seva promulgació.

## Organització
D'acord amb la proposta de reforma de l'article 146 de la Constitució de Turquia, el Tribunal Constitucional està format per un total de disset membres, catorze d'ells nomenats pel President de la República. D'acord amb aquesta reforma, el President haurà de triar:
- Tres membres d'entre una terna proposada pel president de la Cort Suprema, d'entre els seus membres
- Dos membres d'entre una terna proposada pel president del Consell d'Estat, d'entre els seus membres
- Un membre d'entre tres candidats proposats pel Tribunal Militar de Cassació, d'entre els seus membres, pel president
- Un membre del Tribunal Superior Administratiu Militar d'entre tres candidats proposats pel president d'entre els seus membres
- Tres membres proposats pel Consell d'Educació Superior (que no poden formar part d'aquest) d'entre els membres del professorat o institucions d'educació superior, a proposta del seu president.
- Quatre membres elegits entre funcionaris d'alt nivell, advocats per compte propi, jutges, fiscals o ponents de la Cort Constitucional, a proposta del seu president.

Els altres tres membres seran triats per la Gran Assemblea Nacional de Turquia en votació secreta, un dels quals serà un candidat d'entre els tres (advocats independents) que haurà proposat el president del Col·legi d'Advocats
Per poder ser nomenats magistrats titulars o substituts del Tribunal Constitucional, els membres del professorat d'institucions d'ensenyament superior, funcionaris administratius d'alt nivell i advocats han de tenir més de quaranta anys, tenir una llicenciatura universitària, o haver complert com a mínim quinze anys com a membre del professorat d'institucions d'ensenyament superior, o haver treballat de fet com a mínim quinze anys en el servei públic, o haver exercit la professió d'advocat durant com a mínim quinze anys.
El Tribunal Constitucional elegeix un president i president suplent d'entre els seus membres titulars per un termini de quatre anys, mitjançant votació secreta i per una majoria absoluta del total nombre de membres. Se'ls pot reelegir quan finalitza el seu mandat. Als membres del Jutjat Constitucional no se'ls permet assumir altres funcions oficials i privades, a part de les seves funcions principals.
| Composició del Tribunal Constitucional          |         |           |
| Origen                                          | Titular | Substitut |
| Alt Tribunal d'Apel·lacions                     | 2       | 2         |
| Consell d'Estat                                 | 2       | 1         |
| Alt Tribunal Militar d'Apel·lacions             | 1       |           |
| Alt Tribunal Administratiu Militar              | 1       |           |
| Tribunal d'Auditoria                            | 1       |           |
| Consell d'Educació Superior                     | 1       |           |
| Funcionaris administratius superiors i advocats | 3       | 1         |
| Total                                           | 11      | 4         |

## Composició
Des del juny de 2008, els membres del Tribunal Constitucional són:
President
- Haşim Kılıç - Tribunal d'Auditoria (membre des del 1990, president des del 22 d'octubre de 2007)

Vicepresident
- Osman Alifeyyaz Paksüt - Funcionaris administratius superiors i advocats (membre des del 2005, des del 22 d'octubre del 2007, vicepresident)

Membres
- Sacit Adali - Consell d'Educació Superior (des del 9 de març del 1993)
- Fulya Kantarcıoğlu - Consell d'Estat (des del 19 de desembre del 1995)
- Ahmet Akyalçin - Alt Tribunal d'Apel·lacions (des del 16 de juny del 2000)
- Mehmet Erten - Alt Tribunal d'Apel·lacions (des del 2 de juliol del 2002)
- Mustafa Yıldırım - Funcionaris administratius superiors i advocats (des del 24 de febrer del 2003)
- Cafer Şat - Alt Tribunal d'Apel·lacions (des de l'11 de juliol del 2003)
- Abdullah Necmi Özler - Military High Court of Appeals (des de l'11 de febrer del 2004)
- Serdar Özgüldür - Tribunal Administratiu Militar Superior (des del 21 de juny del 2004)
- Şevket Apalak - Consell d'Estat
- Serruh Kaleli - Funcionaris administratius superiors i advocats (des del 2005)
- Zehra Ayla Perktaş - Consell d'Estat (des del 27 de juny del 2007)

Substituts
- Ali Güzel - Alt Tribunal d'Apel·lacions (des del 25 de febrer de 2004)
- Fettah Oto - Consell d'Estat (des del 27 d'abril de 2004)

## Història
El Tribunal Constitucional de Turquia fou establert el 25 d'abril de 1962, segons les previsions de la constitució de 1961. Abans d'aquella data, la superioritat absoluta del parlament s'adoptava com a principi constitucional. No existia cap institució legal per revisar la constitucionalitat de les lleis aprovades pel parlament, i els actes i accions dels governs. L'oposició del Partit Republicà del Poble va alinear els intel·lectuals, i la junta militar que arribà al poder pel cop militar el 27 de maig de 1960, promovia la idea que la limitació i control del poder parlamentari era necessària, mentre els governs del Partit Democràtic (1950-60) del primer ministre Adnan Menderes abusaven de la seva majoria parlamentària. El Partit de la Justícia, un descendent del Partit Democràtic, així com el Partit de la Justícia i el Desenvolupament han rebutjat aquest punt de vista, que assenyala el fet que el Tribunal Constitucional de Turquia sigui un producte del govern militar de 1960 que assassinà l'antic primer ministre Adnan Menderes i dos dels seus ministres, i va empresonar molts membres del Demokrat Parti.
La primera decisió que el tribunal va emetre data del 5 de setembre de 1962, i fou publicada al Butlletí Oficial el 3 d'octubre de 1962. Era sobre una petició directa d'un tal İnaç Tureren perquè s'anul·lés un article de la Llei de Procediment Criminal (Ceza Muhakemeleri Usûlü Kanunu - CMUK), atès que s'afirmava que estava violant les previsions de l'article 30 de la constitució. El jutjat tombà el cas, i va manifestar que el recurs individual davant el Tribunal era constitucionalment impossible.
El primer president del jutjat fou Sünuhi Arsan, i ocupà el càrrec durant dos anys (1962-64). El segon fou (Ömer Lütfi Akadlı - 1964-66) i el tercer (İbrahim Senil - 1966-68). El tribunal no aconseguí arribar a un acord per triar nou president durant 29 mesos (fins al 1970), un període durant el qual estigué encapçalat per un president en funcions.
Els articles de la constitució que regulaven l'estructura del tribunal foren lleugerament esmenats el 1971 i el 1973.
Tot i que la constitució de 1961 fou anul·lada pel règim militar que arribà al poder amb el cop militar de 12 de setembre de 1980, el tribunal continuà funcionant. Actualment, opera segons la constitució de 1982.

## Decisions clau
- Decisió núm. 1989/12, datada el 07.03.1989: El Tribunal, en resposta a la petició fet pel llavors president Kenan Evren, d'anul·lació d'una llei feta pel parlament, va decidir que dur el hijab a les universitats és inconstitucional.
- Decisió núm. 1994/2, datada el 16.06.1994: El Tribunal decidí la il·legalització del Partit de la Democràcia (Demokrasi Partisi - Dep), un partit prokurd, amb el fonament que s'estava violant el principi d'integritat territorial/nacional i indivisibilitat.
- Decisió núm. 1998/1, datada el 16.01.1998: El Tribunal decidí el tancament el Partit del Benestar (Refah Partisi - RP), un partit proislàmic, amb el fonament que s'estava violant el principi de secularisme.
- Decisió núm. 2001/2, datada el 21.06.2001: El Tribunal decidí la il·legalització del Partit de la Virtut (Fazilet Partisi - FP). La decisió manifestava que el Tribunal no considera que el FP sigui la continuació del RP. Les polítiques antisecularistes seguides pel partit eren les raons principals darrere la seva il·legalització.
- Decisió núm. 2001/332, datada el 18.07.2001: El Tribunal, en resposta als recursos presentats pels jutjats ordinaris, decidí que algunes parts de la Llei d'Amnistia aprovada pel parlament eren anticonstitucionals, la qual cosa va tenir com a resultat un abast menor de l'amnistia proposada.
- Decisió datada l'11/12/200: El Tribunal decidí prohibir el Partit de la Societat Democràtica pels seus lligams amb el Partit dels Treballadors del Kurdistan (PKK). El DTP violava els articles 68 i 69 de la Constitució i la Llei de Partits Polítics."[3] El partit s'havia convertit en un punt focal per al terrorisme contra la integritat indivisible de l'estat.", afirmà Haşim Kılıç, president del Tribunal.[3]